# Els senyors es casen amb les morenes
 Els senyors es casen amb les morenes (títol original en anglès: Gentlemen Marry Brunettes) és un film musical estatunidenc de Richard Sale, estrenada el 1955. És la continuació de Els senyors prefereixen les rosses. Ha estat doblada al català.

## Argument[2]
Una parella artística de germanes, Bonnie i Connie Jones, reben una temptadora oferta per treballar a París que finalment accepten. Per circumstàncies de la vida, aviat s'assabenten que la seva mare i la seva tia un dia van triomfar a la capital gal·la. Animades per l'èxit que elles van tenirtemps enrere, decideixen provar sort, cosa que significarà concentrar-se en el seu treball i deixar les relacions amoroses. Però Connie s'enamora de Charles, un amic del seu representant.

## Repartiment
- Jane Russell: Bonnie Jones / Mimi Jones
- Jeanne Crain: Connie Jones / Mitzi Jones
- Alan Young: Charlie Biddle / Sra. Biddle / M. Henry Biddle
- Scott Brady: David
- Rudy Vallee: Ell mateix
- Guy Middleton: Comte de Wickenware
- Eric Pohlmann: M. Ballard
- Robert Favart: El manager de l'hotel Manager
- Guido Lorraine: M. Marcel
- Ferdy Mayne: M. Dufond
- Boyd Cabeen: El pilot
- Howard Tracy: El xofer
- Leonard Sachs: M. Dufy
- Gini Young:Rossa
- Carmen Nesbitt:Rossa
- Duncan Elliott: El sastre
- Michael Balfour: El porter
- Derek Sydney: El manager
- Gwen Verdon: La ballarina
- Juliet Prowse (no surt als crèdits): Una ballarina